# Walter Gieseking
Walter Wilhelm Gieseking (ur. 5 listopada 1895 w Lyonie, zm. 26 października 1956 w Londynie) – niemiecki pianista, jeden z najwybitniejszych pianistów XX wieku.

## Życiorys
Dzieciństwo spędził we Włoszech i południowej Francji. Zaczął grać na fortepianie w wieku 4 lat. Później studiował w Konserwatorium w Hanowerze w klasie Karla Leimera. W 1915 w ciągu sześciu koncertów wykonał wszystkie sonaty Beethovena, budząc sensację. Międzynarodową karierę rozpoczął w 1919 serią koncertów w Europie, a od 1926 w Ameryce. W czasie II wojny światowej koncertował w Niemczech i okupowanej Francji, co wywołało oskarżenia o kolaborację z systemem nazistowskim. Po wojnie został sądownie oczyszczony z tych zarzutów.
Gieseking zasłynął zwłaszcza z wykonań muzyki niemieckiej i francuskich impresjonistów. Ważne miejsce w jego repertuarze zajmowała też muzyka współczesna, wykonywał utwory m.in. Hindemitha, Schönberga, Strawińskiego i Szymanowskiego. Pozostawił wiele nagrań, m.in. wszystkie sonaty i koncerty fortepianowe Mozarta oraz Preludia Debussy’ego.
Razem z Karlem Leimerem opisał metodę gry fortepianowej w książce Modernes Klavierspiel nach Leimer-Gieseking, wydanej w 1931. Jako pedagog działał najpierw w Wiesbaden, a od 1947 w Konserwatorium w Saarbrücken. Napisał autobiografię So Wurde ich Pianist, która została opublikowana po jego śmierci, w 1963.
W 1955 przeżył wypadek samochodowy, w którym zginęła jego żona. Zmarł rok później w czasie nagrywania Sonaty D-dur op. 28 Beethovena.